# أخيان
أخيان هي قرية في مقاطعة سلماس، إيران. يقدر عدد سكانها بـ 406 نسمة بحسب إحصاء 2016.